# HAKUTO-R Mission 2
HAKUTO-R Mission 2 (HAKUTO-R Resilience) — японская космическая миссия по доставке на Луну автоматической межпланетной станции (посадочного модуля) HAKUTO-R. Аппарат построен и разработан частной компанией iSpace и был запущен 15 января 2025 года ракетой-носителем Falcon 9 с площадки LC-39А Космического центра имени Кеннеди на мысе Канаверал, совместно с американским лунным посадочным аппаратом Blue Ghost M1. После более чем четырёх месяцев полёта, станция была потеряна 5 июня 2025 года при попытке посадки в районе Моря Холода.

## Полезная нагрузка
Посадочный модуль Resilience должен был доставить на Луну 5-килограммовый луноход Tenacious, разработанный и изготовленный люксембургским отделением iSpace, и диск на 275 языках, разработанный ЮНЕСКО. Помимо лунохода, посадочный модуль нёс полезную нагрузку от Takasago Thermal Engineering Co., Euglena Co., Национального центрального университета и исследовательского института Bandai Namco, Inc.

## Полет
15 января 2025, 6:11 состоялся запуск ракеты-носителя Falcon-9, со станциями HAKUTO-R Mission 2 и Blue Ghost M1. Развёртывание аппарата было завершено в 7:44. 16 января 2025, в 19:40 было совершено 16-секундное включение двигателя, аппарат вышел на переходную орбиту к Луне. 14 февраля 2025, в 22:43 состоялся пролёт мимо Луны, с максимальным сближением в 8400 км. 6 мая 2025, в 20:41, станция была выведена на орбиту вокруг Луны.
5 июня 2025 года станция начала спуск к Луне. Посадка должна была состояться в 15:17, но аппарат достиг поверхности Луны за 1 минуту 45 секунд до запланированного времени и со значительным превышением скорости. После контакта с поверхностью связь со станцией прервалась. Согласно заявлению iSpace, причиной крушения аппарата стала неисправность лазерного дальномера, используемого для определения расстояния до поверхности Луны. В результате станция не смогла вовремя замедлиться до скорости, обеспечивающей безопасную посадку.